# 石川藤八 (7代目)
七代目 石川 藤八（しちだいめ いしかわ とうはち、1864年3月8日（文久4年2月1日） - 1914年（大正3年）1月19日）は豊田佐吉を支援した愛知県知多郡乙川村の庄屋、経営者である。藤八は佐吉を自宅の二階に住まわせ、力織機完成のための援助をした。藤八が6000円の資金と土地建物、佐吉が60台の力織機を準備し、乙川綿布合資会社を設立した。

## 人物像

### 松本市松と藤八
七代目石川藤八の出自に関しては、はっきりしていない。戸籍上の父である稲生太左衛門が実父であるのか、また稲生太左衛門と養母松本ゑいはどのような関係であるのかなどは不明である。そして、藤八の生まれは戸籍にある知多郡亀崎村ではなく、尾鷲であると藤八家では言い伝えられている。松本市松は数え15歳にして石川藤八家の家督を継ぎ、七代目を名乗る。
彼は公式には石川藤八を名乗ったが、最後まで本名は松本市松のままであった。事実、私的な手紙は松本市松を使用していた。六代目藤八は隠居後も市松を補佐し、仕事は続けた。そのため先代を藤八さん、七代目を市松さんと人々が呼び習わしていたようである。
七代目以降も藤八家は男子に恵まれなかった。その結果、八代目の次三郎は西尾、九代目の岩三郎は鷲津、十代目にあたる銀三は亀崎町から養子を迎えて石川藤八家を維持した。

### 藤八家と出機（でばた）織布
石川藤八家は江戸時代中期から続く知多郡乙川村の庄屋であった。乙川村においては最も大きい庄屋ではなかった。だが、他の庄屋とは異なり、年貢米だけではなく海産物や繊維も扱っていた。特に、幕末から明治期にかけては出機織布を手広く手掛けた。出機織布は各家に糸を配り、各家にある織機で布に織ってもらう、その織り上がった綿布を回収する仕事である。織機を持っていない家には織機を貸し出すこともあった。
この出機織布を六代目藤八が軌道に乗せた。七代目藤八も引き続き出機織布に力をいれた。だが、七代目は出機織布は効率が悪いと考えていた。出来上がった綿布は知多郡岡田村の買継問屋に納めた。岡田ではその買継問屋が同時に大きな織布工場を経営していた。工場では最新の織機を導入していた。一部には外国製織機もあった。しかし、それらの織機は高価でとても出機織布に使えるようなものではなかった。
このような時期に豊田佐吉という糸繰返機（かせくりき）の販売と織機の研究をしている男が藤八家へやって来た。藤八家の二階に空いている六畳間があった。藤八にとっては書生か居候を一人余分に置くくらいの気持ちであった。とりあえず、住まわせてみることにした。

### 乙川綿布合資会社
藤八は軽い気持ちで佐吉を二階に住まわせたが、佐吉は昼も夜もなく発明に没頭した。佐吉は研究にのめり込むと、周りのことには全く無頓着であった。藤八家の家人や使用人は目に入らず、時無しに階段を上り下りした。だが、藤八自身はだんだんと佐吉の人柄を気に入り始めていた。藤八は家人と揉め事になる前に解決をしようと考えた。佐吉の住む二階へは玄関横の土間から直接行くことができるように階段をつくって揉め事の芽を摘んだ。
佐吉の研究ははかどり、図面から試作、試作から試運転へと順調に進んだ。1895年（明治28年）の夏、試運転にはどうしても動力が必要となった。野末作蔵の案内で藤八は佐吉に同道して渥美郡二川町大字細谷村の或る精米工場に行き、工場内にあった馬力の汽鑵（きかん）と機械を買うことができた。この頃には藤八も佐吉の発明の完成を心待ちにするようになった。1896年（明治29年）に幾多の困難を乗り越えて、力織機が完成した。
藤八は佐吉が完成させた力織機を見て、これこそが待ち望んでいた織機だと思った。藤八は6000円の資金と土地建物を準備した。織機60台分の資金2400円を含めて総額8400円で、1897年（明治30年）秋、乙川綿布合資会社が設立された。翌1898年（明治31年）の春、工場の操業が始まった。すこぶる順調に稼動し綿布が織り上がり、初出荷された。この綿布が東京の三井物産本社の目に留まった。今までの手織りの人力織機では出来ないきれいな仕上がりを、専門の検査係は見逃すことはなかった。一躍、豊田佐吉と彼の発明した豊田式木鉄混製力織機に光があたった。藤八は佐吉の才能を世に出すべきだと考えた。

### 三幅対の仲
佐吉は武平町、堀内町、山崎町と名古屋市内を次々と移転しながら工場を拡張し、少しずつ成功を収め始めた。藤八は佐吉の支援はするが、けっして表に出ることはなかった。これは日本を代表する三井物産、三井銀行が佐吉の発明に食指を動かしたことが理由であった。もうひとつは佐吉が経営者というよりは発明一筋の発明家であったことが一因であろう。しかし、仕事以外の遊びにおいては、良き友であった。
藤八と佐吉にはこの頃、もう一人無二の友ができた。それが服部兼三郎である。彼は苦労して、独力で名古屋の繊維業界の中で地位を築いた人物であった。後に、服部商店を興す。服部商店はその後、興和紡績へと発展した。興和紡績は名古屋を中心に大きく発展し名古屋財界で活躍する。
この服部兼三郎を含めた三人は、とても馬が合い、飲む時は必ず三人一緒であった。この様子を周りの人間は三幅対の仲と呼んだ。立派な広い床の間には三幅の掛軸を並べて掛けることができる。そのため大変仲の良いたとえとして三幅対の仲という。服部兼三郎もまた藤八と時期が重なりながら、その後の佐吉を支援する。後にトヨタ自動車工業社長となる石田退三が服部兼三郎のもとで働いていた大正初めの時代のエピソードがある。それは佐吉が兼三郎から、いとも簡単に「今度は少し大きい25万円ほど欲しい」とぶっきらぼうに言って、金を借りたという話である。

### 藤八の葬儀
七代目石川藤八は1914年（大正3年）1月19日の午後8時に死去した。享年51であった。葬儀は藤八家のすぐ西にある時宗寺院、開運山光照寺で行なわれた。菩提寺は知多郡東浦村石浜の明徳寺であったが、村を上げての葬儀とするためか、最も近くの寺を借りての葬儀となった。
豊田佐吉夫妻、服部兼三郎夫妻をはじめとして繊維業界や近隣の多くの人々が参列した。葬儀は六役葬という格式で行なわれた。また、葬儀に参列した人々が焼き場まで葬列を組んで練り歩くという伝統的な法式での葬儀であった。この葬列には21もの配役が割り当てられ、豊田佐吉は雪柳（せつりゅう）を持つ役、服部兼三郎は蝋燭立を持つ役であった。この葬儀の香資帳（香典帳）が残されている。それには香典の額、焼香順位、葬列の順番、参加寺院名、賄い仕入品名、法事参列者名等々、葬儀に関することが漏れなく記載されており、七代目の葬儀の概要を知ることができる。
佐吉夫婦は葬儀だけではなく、初七日、満中陰、一周忌、三回忌、七回忌の法要に参加している。これは佐吉がいかに藤八に恩義を感じていたかという証でもある。また藤八家まで法事で来る際に、佐吉は乗って来た人力車を一丁先で降りて歩いたと言い伝えられている。この話も藤八への佐吉の心情を表している。

### 九代目石川藤八

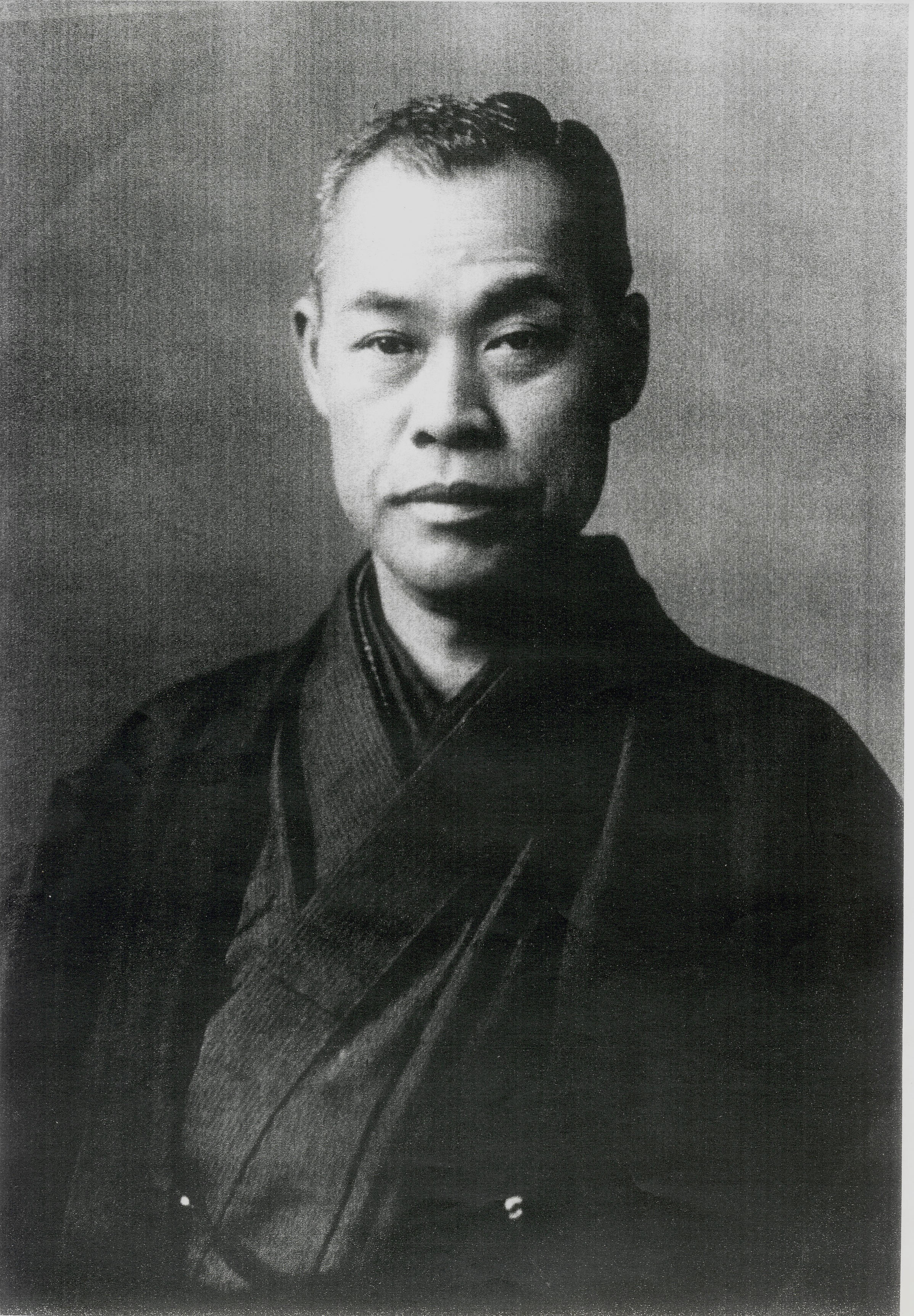
九代目石川藤八

九代目石川藤八は静岡県浜名郡吉津村古見の父土屋松五郎・母いとの三男として生まれる。後に、豊田式織機社長を務めた土屋富五郎は長兄である。また、豊田佐吉とは親戚になる。佐吉の義理の従兄弟である。
七代目藤八には跡継ぎとなる男子がいなかった。そのため佐吉が藤八に養子を紹介した。「豊田佐吉傳」の中の『東洋の豊田だ』という小題のついた部分に七代目及び九代目藤八に関する記述がある。この中で、養子縁組の仲人を豊田佐吉が務めたと記述されている。名前が岩三郎ではなく通称名の岩吉、また九代目が佐吉の従弟となっている。多少事実と異なる部分もあるが、大筋としては正確である。
九代目は七代目藤八の娘たきと1906年（明治39年）9月19日に結婚する。そして、同時に六代目藤八の妻きくと養子縁組をして石川姓となる。九代目は知多織物工業協同組合理事長、半田市議会議員、半田商工会議所役員等をつとめた。九代目藤八は地元では誰もが知っている名士であった。そのため、多くのトヨタに関連する資料で、最近まで七代目と九代目が取り違えられていた。九代目藤八は七代目が務めていた興和紡績の社外監査役を七代目没後に引き続き務めた。

## 年譜
- 1864年3月8日（文久4年2月1日）に生まれる。生誕地は不明。
  - 戸籍上は知多郡亀崎村、稲生太右ヱ門の弟、稲生太左衛門の子。養母は松本ゑい。
- 1877年（明治10年）3月3日、石川藤八家養嗣子、家督相続。七代目石川藤八となる
- 1895年（明治28年）豊田佐吉、藤八を訪ねる。夏、力織機の試験運転を行う
- 1896年（明治29年）
  - 3月29日、花井志げと結婚
  - 11月15日、豊田佐吉、豊田式木鉄混製力織機の発明・完成
- 1897年（明治30年）秋、藤八の援助の下、豊田佐吉と共同で乙川綿布合資会社を設立
- 1898年（明治31年）
  - 春、乙川綿布合資会社工場操業開始、初出荷
  - 8月1日、豊田佐吉「豊田式木鉄混製力織機」の特許を取得
- 1914年（大正3年）1月19日死去。豊田佐吉、葬儀、葬列に参列

## 家族・親族

### 家族
- 養父：六代目石川藤八
- 養母：きく（花井きく） - 阿久比町花井家より
- 妻：志げ（花井志げ）　阿久比町花井家より・きくの姪
- 長女：たき - 八代目次三郎と結婚、死去のため九代目岩三郎と結婚
- 養嗣子：八代目石川藤八（岩崎次三郎） - たきと結婚
- 養嗣子：九代目石川藤八（土屋岩三郎） - たきと結婚
- 孫：松本三祢（たきと八代目の娘） - 浜田銀三と結婚
- 孫：石川八重（たきと九代目の娘） - 松本銀三と結婚

### 親族
- 養子の兄：土屋富五郎（豊田式織機株式会社常務・社長） - 九代目藤八の長兄
- 親戚：豊田佐吉（豊田自動織機発明者・豊田紡織、豊田自動織機製作所創業者）

## 関連
- トヨタグループ
- 織機